# 宮體詩
宮體詩，中國在南梁至初唐流行的一種詩歌體裁，代表作家有蕭綱、蕭繹、徐摛和徐陵父子、庾肩吾與庾信父子等人。傳統看法認為，宮體詩專以美女與愛情為主題，著意描繪女子的容貌、表情、衣飾、姿態、舉止、器物等等，風格輕靡浮艷，作品收錄於徐陵所編《玉台新詠》中，甚至有史臣認為宮體詩要為梁朝滅亡負上一定責任。另有現代學者認為，宮體詩題材其實涵括貴族各方面的生活，不限於艷情之詩，手法上善於表現物象一個鮮活的瞬間，描述微妙的細節和倏忽即逝的時刻，深受佛教教義影響，富有創新性與想像力，為日後唐诗的繁榮奠定了基礎。

## 形成與發展
南梁宮體詩繼承了南齊時謝朓、沈約和何遜的傳統:173，沈約的艷詩可說是宮體詩的先驅:125。狹義地說，宮體詩專指梁武帝第三子蕭綱及其宮臣在530至540年代所寫的詩歌。530年代初，蕭綱從地方上回到京師，帶回來一批文采風流的幕僚，並於531年成為太子:124、前言5。太子家令徐摛的詩歌與眾不同，為東宮文士所學習，開始出現「宮體」的稱號:123；「宮」指太子的府邸「東宮」，此後蕭綱和從臣左右所作風格近似的詩歌被稱為宮體詩:299，在京城建康領導文學時尚，不數年之間，東宮「新變」之體受到貴遊子弟們紛紛倣效，逐漸統治了梁朝後期文壇:前言5、214，在京城地區被廣泛模倣，更被湘東王蕭繹等人傳到地方州郡:299。也許因為宮體詩文辭過於淫麗，梁武帝曾召來徐摛擬加以斥責，卻為徐摛的淵博所折服:345。蕭綱幕下善寫宮體詩的有徐摛與徐陵父子、庾肩吾與庾信父子；由於徐、庾詩歌影響巨大，宮體又被稱為「徐庾體」:299。庾信年輕時寫過不少宮體詩:7，徐陵所編詩集《玉台新詠》收錄了不少宮體詩中的艷詩:129，被視為宮體詩的代表性選集。（田曉菲卻指出，《玉台新詠》是為女性讀者編纂的選集，而不是宮體詩的選集。）:84、142梁朝時宮體詩作者尚有蕭繹、劉孝綽等人:91、86。
陳後主宮廷亦流行宮體詩，著名作品有《玉樹後庭花》和《臨春樂》等，多是描述美人容色:281。初唐的宮廷詩歌，延續了梁朝的宮體詩:154。隋唐李百藥在宮體詩中善於寫出精巧的對句；唐太宗曾作宮體詩，為虞世南所勸諫:32、35；宮體詩被視作導致文學墮落，描寫美女的詩歌受道德譴責。大多數初唐詩人都寫有幾首宮體詩，但所佔作品比例比南朝詩人小得多，整體而言宮體詩數量銳減:35-36。

## 特點

### 傳統觀點
宮體詩被視為對閨閣生活和浪漫愛情的歌詠:194，專門描寫美女的感情和生活環境，題材輕度色情:12，宮體艷情詩有蕭綱《詠內人晝眠》、《詠孌童》、《名士悅傾城》等。也有學者把宮體詩定義為「以皇宮大內的生活為主題的詩」:194、130。興膳宏指出，宮體詩並非專以女性為主題，但當中最具特色的部份仍是「艷詩」:125。如蕭綱《美人晨妝》：「北窗向朝鏡，錦帳復斜縈。嬌羞不肯出，猶言妝未成。散黛隨眉廣，燕脂逐臉生。試將持出眾，定得可憐名。」此詩關心的並非女性的心理波動，而是其表情的微妙變化與舉止動作。宮體詩中艷詩常用的主題，是刻劃女性失去愛情的思潮起伏，但並不像「古詩十九首」那樣光是敘述淒涼之情，而是精細而具體地描繪其容貌、表情、姿態、動作、衣著、用具，及至其居室和周圍的自然環境:129。以蕭子顯《日出東南隅行》與同題古樂府《日出東南隅行》比較，其特色為著意勾勒羅敷、其丈夫與太守的容貌服飾，其中又以描繪羅敷姿態的句子最多，與古樂府中羅敷的健康形象相去甚遠:130、132-133。
宮體詩風格一般「輕靡浮艷」:7，與南齊永明體詩歌相比，宮體詩聲韻、格律要求更為精緻，風格由輕綺而變為穠麗，內容則更狹窄，以艷情、詠物為多:130。宮體詩著重色欲，「有著主題上的局限與形式上的束縛」:231，往往以憔悴的女子與憂傷的詩人為題材，善於描寫體驗的細枝末節，敏感而纖巧，著重視覺美感、景像的諧和和客觀，淡化道德與玄理的思索:232。宮體詩善於渲染刺激官能的氣氛，關心女性的容姿服飾，乃至建築、器物等，這種表現手法與專以「鋪陳」為務的辭賦相似:135。

### 新觀點
田曉菲指出，以為宮體詩專門歌詠女性和艷情，其實是一種誤解。宮體詩題材涵括貴族各方面的生活，歌詠女性和艷情只是宮體詩一小部份；艷情詩佔蕭綱全部現存詩作的三份一，蕭繹的四份一，庾肩吾的十份一:156。宮體詩的定義，應是「關於定力、關於注意力、關於凝神觀看物質世界的新方式的詩歌」，引導讀者在一個至為具體、至為特殊的時空層次上觀察物像。宮體詩不僅擅長於觀察，也善於運用意想不到的觀察角度，常表現物象一個鮮活的瞬間:173-174。宮體詩較少作籠統和整體性的描述，而是力求表現觀察中那一時刻的事物，具有強烈視覺性，注意力高度集中，描述最微妙的細節和倏忽即逝的時刻。如蕭綱《秋晚》描寫黑暗從四面八方襲來，世界被陰影籠罩，「亂霞圓綠水，細葉影飛缸」兩句，注意力轉向黑暗中的光芒：雲霞給池水一時的光彩，燈光映照樹葉的剪影:300。宮體詩歸根結底描寫的是一系列的瞬間，詩人全神貫注地凝視，直接看到世界短暫、多變和虛幻的本質，描寫的常常是虛幻飄渺、捉摸不定的意象，如水中倒影、塵土、陰影、涼風或燭光，作品如蕭綱《水中樓影》等:前言8、148。
宮體詩受佛教影響，與觀照、禪修冥想的佛教教義息息相關:157，深受佛教關於幻、照與觀想的教義影響，捕捉佛教所謂現象世界的短暫、脆弱和最終的非現實性:300；如劉孝威《禊飲嘉樂殿詠曲水中燭影》、庾肩吾《三日侍宴詠曲水中燭影》主題都是幻影與無常:185-186。梁朝宮體詩字詞或上下兩句間，常存在著一種豐富的張力，如蕭綱《秋晚》「浮雲出東嶺，落日下西江」，讀者讀到第二句時，才明白第一句的涵義：詩人是被黑暗所包圍。這兩句詩不僅是對偶句，而且具有互動關係，上下兩句間創造出一種張力:174、176。吳伏生指出，宮體詩將詩歌視為一種娛樂與遊戲，刻意追求詩歌語言形式的精美和艷麗，以此來淡化乃至打消詩歌的教化和言志功用；它所推崇的是形式的人為與精巧 ，而不是內容的深刻與真誠。

## 評價
長期以來，宮體詩被批評為頹廢、放蕩，和不道德:85、124。傳統史家認為宮體詩的寫作是南梁覆亡的原因之一。隋唐官方嚴厲批評宮體詩:前言6、242，姚思廉《梁書》指摘蕭綱宮體詩「輕艷」:123，魏徵批評宮體詩專寫女性閨閣之事:130，杜確指宮體詩「輕浮綺靡」。王瑤痛斥宮體詩的美「都是浮腫的，貧血的，堆砌的，和病態的」，是宮廷士大夫生活墮落的象徵:274、262。
田曉菲則稱讚宮體詩富於想像力和創新性。宮體詩代表了古典詩歌發展的一個分水嶺:299，宮體詩人在「文學史上開闢了一個新紀元」，而後人對宮體詩的批評，其實「帶有歷史性、階級性和性別偏見」:153-154。宮體詩人也完善了七言詩的創作，有蕭綱絕句《夜望單飛雁》等成熟的作品:301。吳伏生認為，宮體詩的創作表明，詩歌不僅是政治意志和個人情感的傳聲筒，還是一種需要精益求精的藝術。宮體詩在語言形式上的實驗與創新，推動傳統詩歌的發展，為唐诗的繁榮奠定了基礎。